# Flavio De Bernardinis
Flavio De Bernardinis (Roma, 1957) è uno storico del cinema italiano. Insegna presso il Centro sperimentale di cinematografia.

## Biografia
Dal 2001 al 2008 è stato Docente di Filmologia presso L'Università degli studi di Roma "La Sapienza", facoltà di Scienze Umanistiche. È docente di Storia e critica del film e Analisi dell'opera audiovisiva presso il Centro Sperimentale di Cinematografia di Roma. È collaboratore del quotidiano online "Lettera 43" e della rivista settimanale "FilmTv".
Ha scritto numerosi saggi di cinema, tra cui "L'immagine secondo Kubrick" (Lindau, 2003), "Nanni Moretti" e "Robert Altman" per la collana "Il Castoro" e curato il volume XII della "Storia del cinema italiano" (Bianco & Nero, Marsilio 2009). Il saggio su Kubrick, in particolare, è una introduzione propedeutica a qualsiasi analisi per un'iconografia kubrickiana.
Ha svolto attività di regia teatrale e cinematografica.
Importante il saggio "Arte cinematografica. Il ciclo storico del cinema da Argan a Scorsese" edito da Lindau nel 2017.
La sua ultima pubblicazione è "Vittorio De Sica: l'arte della scena", edito dal CSC (in lingua italiana) e dall'Istituto Luce (lingua inglese) nel 2018/2019, un romanzo/saggio sulla vita e l'opera di Vittorio De Sica, attore e regista tra cinema, radio, teatro e televisione.

## Pubblicazioni
- Robert Altman[3], Il Castoro Edizioni, Milano, 1997
- Ossessioni terminali. Apocalissi e riciclaggi nel cinema di fine secolo[6], Costa & Nolan, Genova, 1999
- Campi di visione[7], Bulzoni, Roma, 2002
- L'immagine secondo Kubrick[1], Lindau, Torino, 2003
- Nanni Moretti[2], Il Castoro Edizioni, Milano, 2006
- Storia del cinema italiano[4]", volume XII, Bianco & Nero, Marsilio, Roma-Venezia (a cura di) , 2009
- Arte cinematografica. Il ciclo storico del cinema da Argan a Scorsese[5]" Lindau, 2017
- Vittorio De Sica. L'arte della scena, CSC-Istituto Luce con Edizioni Sabinae, Roma, 2018.
- Vittorio De Sica. The Art of Stage and Screen, CSC-Istituto LUCE con Edizioni Sabinae, Roma, 2019.

## Attività Teatrale
- Edema (Medea)[8], di Stefano Betti e Flavio De Bernardinis, Roma, Teatro Vascello, gennaio 2009, regia di Flavio De Bernardinis
- Emma e i cattivi compagni[9], di Stefano Betti e Flavio De Bernardinis, Roma, Teatro Vascello, febbraio 2009
- Non mi piaccio[10], di Stefano Betti e Flavio De Bernardinis, Roma, Teatro Vascello, gennaio 2010
- Scala reale[11], di Stefano Betti e Flavio De Bernardinis, Roma, Teatro Vascello, aprile 2012
- Filo di voce[12], di S. Betti e Flavio De Bernardinis, Roma, Teatro Orologio, dicembre 2012
- Edema (Medea)[13] nuova edizione, di Stefano Betti e Flavio De Bernardinis, regia di Francesco Laruffa e Isabella Caserta, Verona, Teatro Laboratorio, ottobre 2013 e Roma, Teatro dell'Orologio, dicembre 2013
- Il Secondo Atto di Stefano e Claudia[14], di Flavio de Bernardinis , regia di Gaetano Marsico, con Miriam Cappa e Gaetano Marsico , Roma, Teatro degli Eroi[15], Febbraio 2020

## Attività cinematografica
- Il gioco degli specchi (cinema italiano e società italiana 1945-1983)[16] ideato e scritto da Flavio De Bernardinis, regia di Carlo di Carlo
- Maschere crude[17],  scritto e diretto da Flavio De Bernardinis